# Climacoptera botschantzevii
Climacoptera botschantzevii är en amarantväxtart som beskrevs av U. P. Pratov. Climacoptera botschantzevii ingår i släktet Climacoptera, och familjen amarantväxter. Inga underarter finns listade i Catalogue of Life.